# Masters de Indian Wells 1996

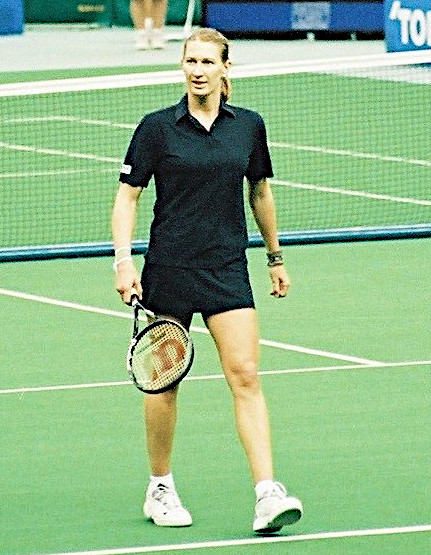
Steffi Graf, es una extenista alemana.En 1996, consiguió el título del Indian Wells ganándole en la final a Conchita Martínez de España por 2 sets a 0, ambos sets fueron marcador 7-6 a favor de la alemana.

El 1996 Newsweek Champions Cup and the State Farm Evert Cup fue la 20.ª edición del Abierto de Indian Wells, un torneo del circuito ATP y WTA Tour. Se llevó a cabo en las canchas duras de Indian Wells, en California (Estados Unidos), entre el 8 y el 17 de marzo de ese año.

## Ganadores

### Individual masculino
Michael Chang venció a  Paul Haarhuis, 7–5, 6–1, 6–1

### Individual femenino
Steffi Graf venció a  Conchita Martínez, 7–6, 7–6

### Dobles masculino
Todd Woodbridge /  Mark Woodforde vencieron a  Brian MacPhie /  Michael Tebbutt, 1–6, 6–2, 6–2

### Dobles femenino
Chanda Rubin /  Brenda Schultz-McCarthy vencieron a  Julie Halard-Decugis /  Nathalie Tauziat, 6–1, 6–4